# Démolisseurs
Les Démolisseurs (« Wrecking Crew » en version originale) est un groupe de super-vilains évoluant dans l'univers Marvel de la maison d'édition Marvel Comics. Créé par le scénariste Len Wein et le dessinateur Sal Buscema, l'équipe apparaît pour la première fois dans le comic book Defenders (vol. 1) #17 en novembre 1974.
Le personnage du Démolisseur, le leader du groupe, est créé par le scénariste Stan Lee et le dessinateur Jack Kirby dans Thor #148 en janvier 1968. Il est le seul à avoir eu des aventures en solo avant que l'équipe soit créée.
L'équipe est un quatuor composé de : 
- Dirk Garthwaite, alias le Démolisseur (Wrecker) ;
- le Dr Eliot Franklin, alias le Boulet (Thunderball) ;
- Henry Camp, alias le Bulldozer ;
- Brian Philip Calusky, alias le Compresseur (Piledriver).

Les Démolisseurs sont principalement connus pour être des adversaires de Thor, mais ils ont également combattu de nombreux autres super-héros.

## Historique de la publication
Aux débuts de l'année 1968, le scénariste Stan Lee et le dessinateur Jack Kirby créent le personnage de Dirk Garthwaite, qui apparaît la série Thor #148 à 150. Par la faute de Loki, le demi-frère de Thor, Garthwaite, un voleur humain acquiert des super-pouvoirs et se fait appeler le Démolisseur (« Wrecker » en anglais),. Il n'a rien à voir avec un autre personnage de fiction de Stan Lee, nommé lui aussi Wrecker (Frank Smith, un ennemi de Giant Man et la Guêpe), qui apparaît une seule fois dans l'histoire « The Gangster and the Giant! » dans Tales to Astonish #63 en 1965,. À la fin de l'année 1969, ses créateurs l'utilisent dans l'histoire « The Wrath of the Wrecker! » du #171 de la même série.
Avec Carl « Crusher » Creel, alias l'Homme-absorbant, Dirk Garthwaite fait partie des êtres humains qui ont acquis des pouvoirs grâce à la magie asgardienne et qui sont devenus des ennemis récurrents du dieu du tonnerre,.
Le personnage n'est de nouveau employé qu'à la fin de l'année 1974 et évolue fortement. Dans Defenders (vol. 1) #17 à 19, le scénariste Len Wein et le dessinateur Sal Buscema créent les personnages du Dr. Eliot Franklin, Henry Camp et Brian Philip Calusky. Tous trois partagent la cellule de Dirk Garthwaite. Ce dernier est le leader du groupe de détenus et décide de partager ses pouvoirs avec ses camarades. Franklin, Camp et Calusky prennent respectivement les noms de code du Boulet, du Bulldozer et du Compresseur. Ils forment alors l'équipe des Démolisseurs, « Wrecking Crew » en anglais.
En 1976, le Démolisseur affronte seul les Quatre Fantastiques dans Fantastic Four #168. En 1977, il retrouve ses acolytes et les Démolisseurs affrontent Iron Fist, Misty Knight et Captain America dans Iron Fist #11 et 12. Il faut ensuite attendre 1981 pour les voir de nouveau dans Thor #304 et Marvel Tales #126. 
De 1984 à 1985, les Démolisseurs participent au crossover Guerres Secrètes dans la totalité des 12 numéros de Marvel Super Heroes Secret Wars, scénarisés par Jim Shooter et dessinés par Mike Zeck et Bob Layton.
Lors de l'année 2004, ils sont confrontés aux Vengeurs dans l'histoire Lionheart of Avalon dans Avengers vol. 3 #77 à 80 ; ils affrontent Miss Hulk dans She-Hulk #5-6. En 2007, ils font partie des opposants de l'équipe canadienne la Division Oméga dans l'histoire « Alpha to Omega » racontée dans Omega Flight #1 à 5,.
En 2008, l'équipe apparaît dans Marvel Comics Presents #5. Ils affrontent le Punisher dans Punisher War Journal #22-23 ainsi que Deadpool et Spider-Man dans Deadpool: Sucide King #4-5. En 2009, ils apparaissent dans Dark Reign: The Hood #1-2 et #4-5 et dans New Avengers #55-57. La même année, une version alternative du groupe apparaît dans House of M: Master of Evils #1-4.
Durant l'année 2010, le quatuor participe aux événements du siège d'Asgard dans Origins of Siege #1, New Avengers #60 et #63-64, New Avengers Finale #1, Siege #3-4, Siege: Young Avengers #1, Thor #609 et Sentry: Fallen Sun #1.
La même année, Spider-Man & The Secret Wars #1 reprend des événements de la série Secret Wars avec la perspective de Spider-Man. Ce dernier affronte également les Démolisseurs dans The Astonishing Spider-Man #4-5. Ces derniers affrontent Hulk dans Hulk: Let the Battle Begin.
Le Démolisseur apparaît seul dans Marvel Legends vol. 2 #52 en décembre 2010.

## Biographie de l'équipe

### Origines
Dirk Garthwaite est emprisonné à la prison de Riker's Island lorsqu'il fait la connaissance de ses trois compagnons de cellule : Dr. Eliot Franklin, Henry Camp et Brian Philip Calusky. Le quatuor décide de s'évader. Le Démolisseur est le leader du groupe, il les emmène à son pied-de-biche magique. Lors d'un orage, Garthwaite transfert une partie de ses pouvoirs à ses trois camarades et ensemble ils forment les Démolisseurs. Dr. Eliot Franklin, Henry Camp et Brian Philip Calusky se nomment respectivement Boulet, Bulldozer et Compresseur,.
Le Boulet suggère de voler la bombe miniature qu'il a construite et de faire chanter la municipalité de New York. Ils attirent l'attention de Kyle Richmond, principal actionnaire de la société ciblée et secrètement Nighthawk. L'équipe des Défenseurs les capturent et les font emprisonner séparément.

### Aventures diverses
Le but premier du quatuor est de vaincre Thor qu'il combattent plusieurs fois sans succès. De même, ils affrontent à plusieurs reprises les Vengeurs.
Ils participent aux Guerres Secrètes.
Ils s'engagent dans les Maîtres du Mal du Baron Helmut Zemo.
Pendant une période, les Démolisseurs sont privés de pouvoirs. Camp et Calusky n'ont plus d'activité super-criminelle. Par contre Franklin est recruté par l'Empire Secret. Il affronte Moon Knight et Spider-Man.
De nouveau en pleine possession de leurs pouvoirs, les Démolisseurs se rendent à Londres. Ils y affrontent les Vengeurs. Lors du combat, Boulet rend Captain America inconscient. Une simple femme, nommée Kelsey Leigh, s'interpose et protège le héros en utilisant son bouclier. Elle sauve Captain America mais succombe aux blessures qu'elle reçoit. Plus tard, grâce à la magie, elle revint à la vie et porte désormais le titre de Captain Britain.
Les Démolisseurs accueillent dans leurs rangs, Ricky Calusky. Surnommé l'Excavateur, cet adolescent est le fils de Brian Philip Calusky. Lors d'un braquage d'une banque à Los Angeles, les Démolisseurs sont attaqués par les Fugitifs. Molly Hayes maitrise le jeune super-vilain qui est confié à la garde de ses grands-parents. Les autres membres des Fugitifs s'occupent du reste des Démolisseurs. Ils sont incarcérés au Raft, prison spécialisée dans les super-criminels, jusqu'à leur évasion facilitée par Electro.

### Civil War
Lors des évènements de Civil War, pour échapper au Superhuman Registration Act, les Démolisseurs partent vivre au Canada. Sur place, ils se heurtent à Sasquatch qu'ils arrivent à vaincre. Mais après le quatuor est vaincu par la nouvelle Division Oméga, principalement grâce à Beta Ray Bill. Ils sont incarcérés dans une prison de la province canadienne Manitoba. Lorsqu'ils s'évadent, ils retournent aux États-Unis,.

### Partenaires du Syndicat du crime
Les Démolisseurs rejoignent alors le Syndicat du crime de The Hood (Parker Robbins) et affrontent plusieurs fois les Vengeurs. Ils aident Jigsaw, un autre membre du Syndicat, dans sa vengeance contre le Punisher. Mais ce dernier est sauvé par le Rhino qui avait été épargné par le Punisher et qui lui devait donc une faveur.
Dans Secret Invasion, lors de l'invasion Skrull, les Démolisseurs, obéissant aux ordres de The Hood, rejoignent les super-héros pour repousser la dernière troupe d'assaut ennemie à Central Park. Mais la trêve est de courte durée, car les vilains lancent ensuite une attaque surprise sur les Dark Avengers, peu de temps après leur présentation publique.
Aidés par Chemistro et dirigé par le docteur Jonah Harrow, qui profite d'un moment d'absence et de faiblesse de Parker Robbins, ils réussissent à piéger et vaincre les super-héros et les Dark Avengers en plein cœur de New York.
Avec le Syndicat du crime, les Démolisseurs participent aux événements aux siège d'Asgard. Ils affrontent entre autres les Young Avengers dont Wiccan, qui les assomme d'un éclair,.

## Équipe
L'équipe a toujours compté les quatre mêmes membres. Le fils du Compresseur a été un membre temporaire de l'équipe.

### Le Démolisseur

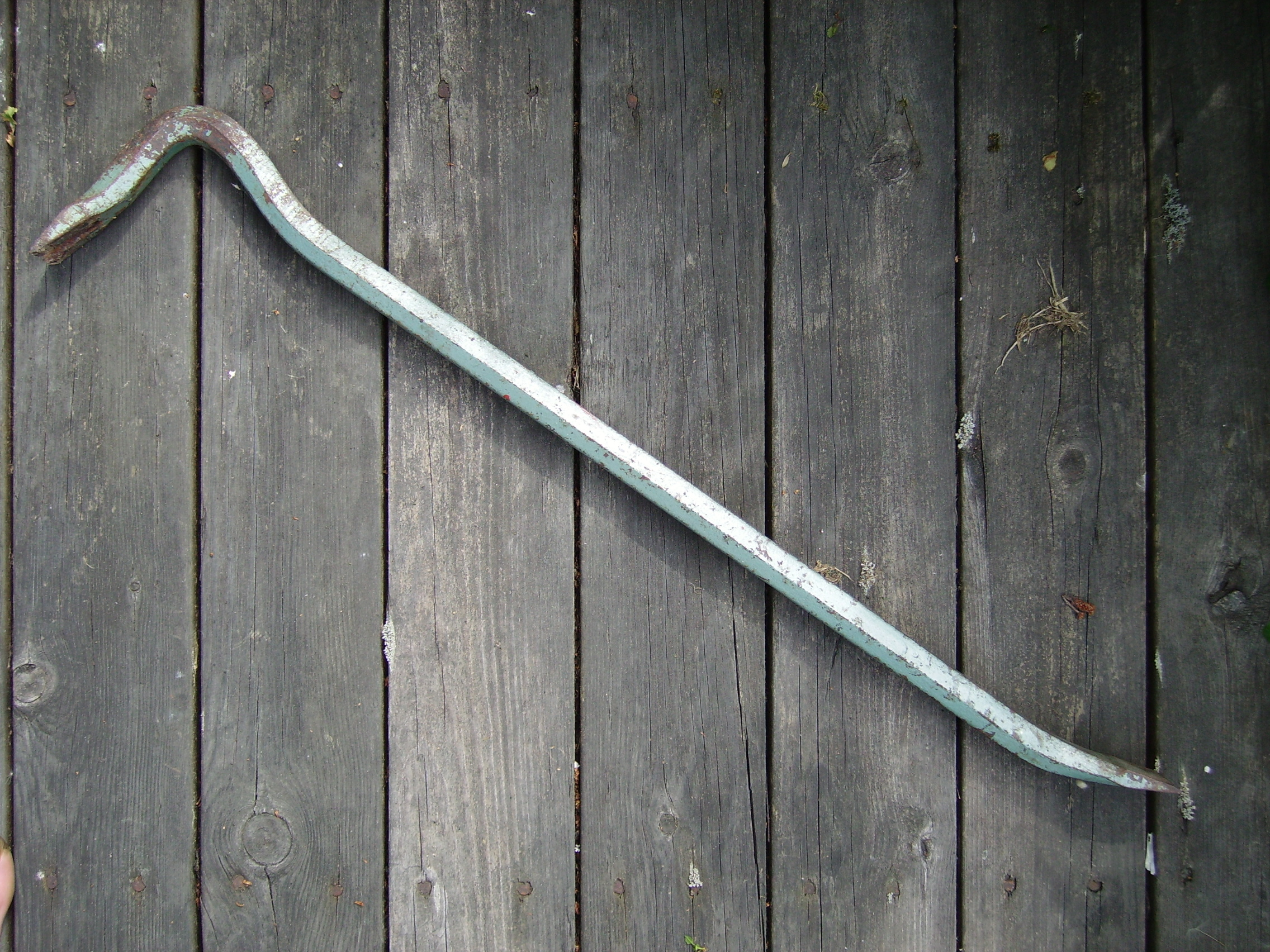
Le pied-de-biche est l'arme favorite du Démolisseur.

Dirk Garthwait, alias le Démolisseur (« Wrecker » en version originale), est un super-vilain appartenant à l'univers Marvel de la maison d'édition Marvel Comics. Créé par le scénariste Stan Lee et le dessinateur Jack Kirby, le personnage de fiction apparaît pour la première fois dans le comic book Thor #148 en janvier 1968. Il est le leader des Démolisseurs.

### Le Boulet

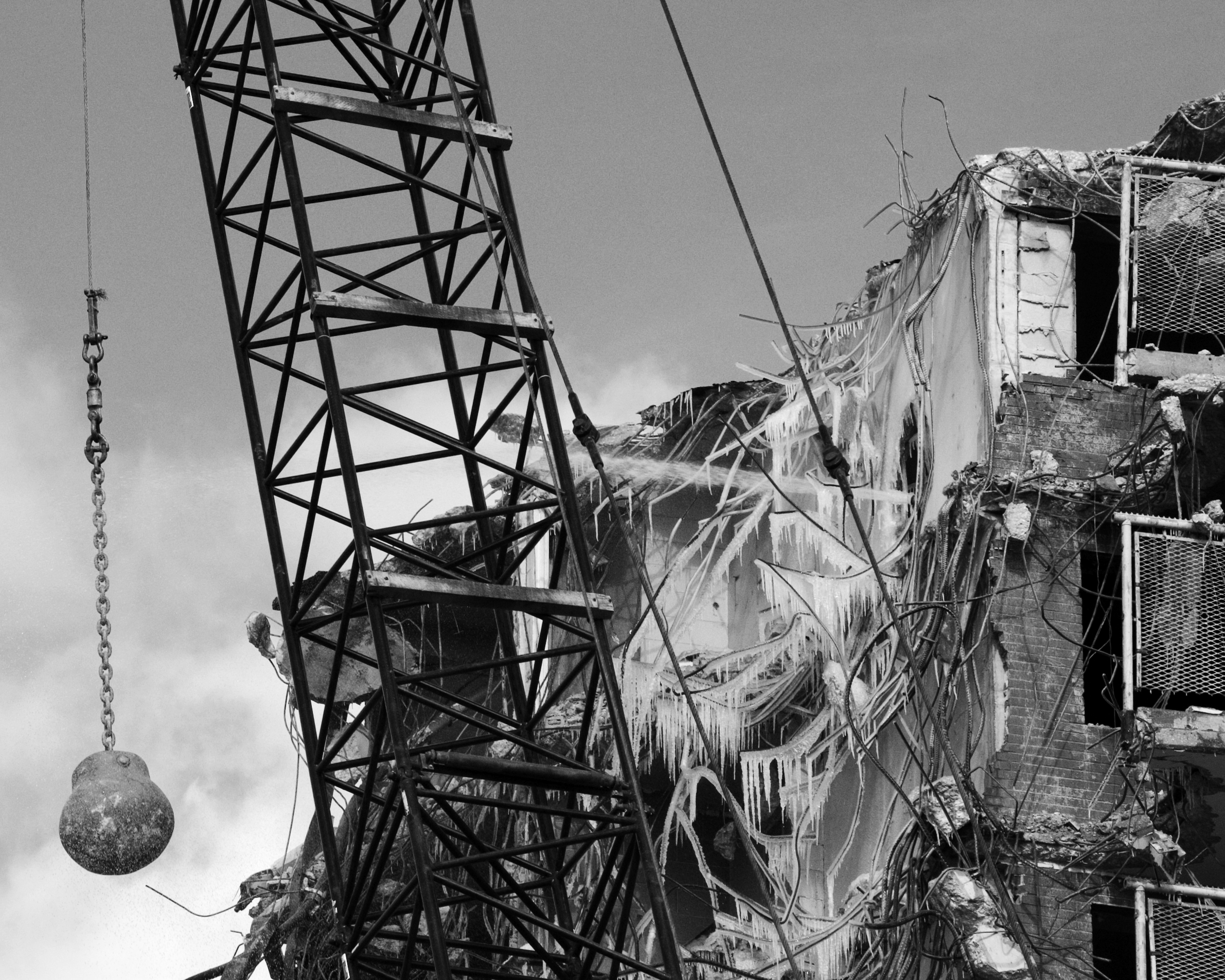
La boule de démolition, comme celle suspendue à cette grue, est l'arme favorite du Boulet.

Eliot Franklin, alias le Boulet (« Thunderball » en version originale), est un super-vilain appartenant à l'univers Marvel de la maison d'édition Marvel Comics. Créé par le scénariste Len Wein et le dessinateur Sal Buscema, le personnage de fiction apparaît pour la première fois dans le comic book Defenders #17 en novembre 1974.
Le docteur Eliot Franklin est un brillant physicien, connu pour son invention d'une bombe gamma miniature. On le surnomme le « Bruce Banner noir » à cause de ses connaissances dans le domaine des radiations.
Il vend ses travaux à la Richmond Enterprises mais, à la suite d'un contrat mal rédigé, il perd les droits sur son invention. Il cause un scandale et provoque le PDG. Il est arrêté alors qu'il tente de voler le fruit de ses recherches. Il est emprisonné dans la cellule de Dirk Garthwaite, alias le Démolisseur, Henry Camp et Brian Calusky. Lorsque Garthwaite transfère en partie ses pouvoirs, Franklin se surnomme Boulet. À la différence de Camp et Calusky, Franklin a plusieurs fois comploté pour prendre le contrôle des pouvoirs du Démolisseur, qu'il considère comme une simple brute. Il fut à chaque fois puni par Garwaithe.
Le Boulet possède une force et une résistance physique surhumaines. Sa peau est virtuellement imperméable aux balles. Il peut soulever entre 10 et 40 tonnes. Son arme de prédilection est une boule de démolition, attaché à son poignet par un mètre de chaine en acier. Cette arme est très solide, car elle est canalisée par le pouvoir transmis par le Démolisseur. Elle traverse des immeubles, des véhicules et des structures métalliques sans aucun problème. Elle a pourtant déjà été détruite, par Hulk et Hercule. Quand la boule frappe violemment le sol, elle crée de petites ondes sismiques capables de faire perdre l'équilibre. S'il est concentré, Franklin peut l'envoyer et la faire revenir dans sa main, comme le fait le marteau de Thor. En la faisant tournoyer très vite, la boule stoppe les balles. Lors de sa période sans pouvoirs, Franklin se fabriqua un costume spécial et pouvait électrifier sa boule.

### Le Bulldozer
Henry Camp, alias le Bulldozer, est un super-vilain appartenant à l'univers Marvel de la maison d'édition Marvel Comics. Créé par le scénariste Len Wein et le dessinateur Sal Buscema, le personnage de fiction apparaît pour la première fois dans le comic book Defenders #17 en novembre 1974.
Henry Camp est à l'origine un militaire américain, qui fut mis de force à la retraite pour divers actes malhonnêtes. Il entre dans le monde du crime et est par la suite emprisonné à la prison de Riker's Island. Il fait la connaissance de Dirk Garthwaite, alias le Démolisseur. Lorsque ce dernier transfère en partie ses pouvoirs, Camp se surnomme Bulldozer. Il est toujours resté loyal au Démolisseur, le chef d'équipe.
Le Bulldozer possède une force et une résistance physique surhumaines. Sa peau est virtuellement imperméable aux balles. Il peut soulever entre 10 et 40 tonnes. Il possède un casque métallique renforcé, qui couvre aussi ses épaules. Sa vision est limitée par le casque mais celui-ci lui offre une bonne protection. De plus, il s'en sert comme d'une arme, chargeant ses ennemis, d'où son surnom. Il est le plus rapide des Démolisseurs. Il peut courir à 90 km/h. Combiné avec sa force, il est presque impossible à stopper dans son élan.
Marci Camp, la fille du Bulldozer, reprend le costume de son père et rejoint l'équipe des Quatre Horrifiques lors d'un combat contre les Quatre Fantastiques.

### Le Compresseur
Brian Philip Calusky, alias le Compresseur (« Piledriver » en version originale), est un super-vilain appartenant à l'univers Marvel de la maison d'édition Marvel Comics. Créé par le scénariste Len Wein et le dessinateur Sal Buscema, le personnage de fiction apparaît pour la première fois dans le comic book Defenders #17 en novembre 1974.
Né à Brooklyn, Brian Calusky est peu éduqué. Ouvrier agricole, il se tourne ensuite vers des activités criminelles. Celles-ci le conduisent finalement à la prison de Riker's Island, où il fait la connaissance de Dirk Garthwaite, alias le Démolisseur. Lorsque Garthwaite transfère une partie de ces pouvoirs, Calusky se surnomme le Compresseur, à cause de ses énormes poings. Il est toujours resté loyal au Démolisseur, le chef de l'équipe. Il a un fils, Ricky Calusky, qui a été un membre temporaire de l'équipe.
Le Compresseur possède une force et une résistance physique surhumaines. Sa peau est virtuellement imperméable aux balles. Il peut soulever entre 10 et 40 tonnes. Ses mains sont énormes, ce qui fait du Compresseur, bagarreur né, le plus dangereux des Démolisseurs dans un combat à mains nues, après le Démolisseur.

### Membre temporaire
Ricky Calusky, le jeune fils du Compresseur, a temporairement fait partie de l'équipe. Il vivait avec ses grands-parents jusqu'à ce qu'il découvre qui est son père. Il fugue et le rejoint. Surnommé l’Excavateur (« Excavator » en version originale), il a pour arme une pelle mais ne possède pas de super-pouvoirs.

## Versions alternatives
Des versions alternatives des Démolisseurs sont apparues dans des univers parallèles à la continuité classique des comic books publiés par Marvel.
- En 2006, une version Ultimates des Démolisseurs apparait pour la première fois dans Ultimate Spider-Man #86. Dans cette version, les personnages sont sans pouvoirs et travaillent pour la société Damage Control (en), une société de construction et de démolition spécialisée dans les réparations après conflits entre surhumains[26].
- Deux ans plus tard, avec Ultimate Hulk Annual, ils font leur seconde apparition dans l'univers Ultimate et sont devenus des super-vilains[27].
- En 2007, ils apparaissent dans la série Marvel Zombies vs. The Army of Darkness. Dans cet univers parallèle, le Bulldozer, le Compresseur et le Démolisseur ont été transformés en zombies et le Boulet tente de prévenir les Vengeurs du problème de zombification, mais on ne le croit pas[28].
- En 2009, dans House of M: Master of Evils #1 à 4, les Démolisseurs sont des membres des Maîtres du Mal dirigés par The Hood[29].
- En 2011, dans What If? #200, le Démolisseur et le Boulet apparaissent brièvement dans l'histoire « What If... Norman Osborn won the Siege of Asgard? ».

## Apparitions dans d'autres médias

### Jeu vidéo
Dans Marvel: Ultimate Alliance (2006), les Démolisseurs sont des personnages non jouables, des vilains appartenant aux Maîtres du Mal du Docteur Fatalis,.

### Télévision
- Les Démolisseurs sont des ennemis de Thor dans l'épisode « Thor le Foudroyant » de la série animée Avengers : L'Équipe des super-héros (2010). En version originale, les doublages sont les suivants : J.B. Blanc pour le Démolisseur, James C. Mathis III pour le Bulldozer, Gary Anthony Williams pour le Boulet et Nolan North pour le Compresseur.
- Dans la série télévisée Ultimate Spider-Man (2012), ils affrontent Spider-Man et ses coéquipiers dans l'épisode « Le grand ménage ». En version originale, les doublages sont les suivants : John DiMaggio pour le Démolisseur, Chi McBride pour le Boulet, Kevin Michael Richardson pour le Bulldozer et Cam Clarke pour le Compresseur.
- Le gang des Démolisseurs apparait dans la mini-série She-Hulk : Avocate, diffusée en ligne sur Disney+. Ils sont missionnés pour récupérer un échantillon du sang de Jennifer Walters mais échoue. Dans cette version, leurs armes ne leur donnent aucun pouvoir particulier.

### Jouets
Les Démolisseurs ont également été adaptés en figurines articulées par la firme Hasbro.